# Grand Prix Formule 1 van België 2021
De Grand Prix Formule 1 van België 2021 werd verreden op 29 augustus op het Circuit de Spa-Francorchamps in Stavelot. Het was de twaalfde race van het seizoen.
De race zou oorspronkelijk beginnen om 15:00 uur plaatselijke tijd, maar werd door aanhoudende regen lang uitgesteld. Uiteindelijk startte de race om 18:17 uur achter de safety car. Na drie ronden werd de race stilgelegd en even later definitief beëindigd. Bij een dergelijke rode-vlagsituatie vervalt de laatste ronde. Hierdoor werd precies aan de minimale eis van twee rondes voor een race voldaan. De officiële uitslag werd vastgesteld na de stand van het einde van ronde 1. De coureurs kregen de helft van de normale punten omdat minder dan 75% van de rondes is verreden.

## Vrije trainingen

### Uitslagen
- Enkel de top vijf wordt weergegeven.

| Vrije training 1 | Pos. | Nr. | Coureur          | Constructeur     | Tijd     |
| ---------------- | ---- | --- | ---------------- | ---------------- | -------- |
| Vrije training 1 | 1    | 77  | Valtteri Bottas  | Mercedes         | 1:45.199 |
| Vrije training 1 | 2    | 33  | Max Verstappen   | Red Bull-Honda   | 1:45.363 |
| Vrije training 1 | 3    | 10  | Pierre Gasly     | AlphaTauri-Honda | 1:45.699 |
| Vrije training 1 | 4    | 16  | Charles Leclerc  | Ferrari          | 1:45.818 |
| Vrije training 1 | 5    | 55  | Carlos Sainz jr. | Ferrari          | 1:45.935 |
| Vrije training 2 | Pos. | Nr. | Coureur          | Constructeur     | Tijd     |
| Vrije training 2 | 1    | 33  | Max Verstappen   | Red Bull-Honda   | 1:44.472 |
| Vrije training 2 | 2    | 77  | Valtteri Bottas  | Mercedes         | 1:44.513 |
| Vrije training 2 | 3    | 44  | Lewis Hamilton   | Mercedes         | 1:44.544 |
| Vrije training 2 | 4    | 14  | Fernando Alonso  | Alpine-Renault   | 1:44.953 |
| Vrije training 2 | 5    | 10  | Pierre Gasly     | AlphaTauri-Honda | 1:44.965 |
| Vrije training 3 | Pos. | Nr. | Coureur          | Constructeur     | Tijd     |
| Vrije training 3 | 1    | 33  | Max Verstappen   | Red Bull-Honda   | 1:56.924 |
| Vrije training 3 | 2    | 11  | Sergio Pérez     | Red Bull-Honda   | 1:57.871 |
| Vrije training 3 | 3    | 44  | Lewis Hamilton   | Mercedes         | 1:57.996 |
| Vrije training 3 | 4    | 4   | Lando Norris     | McLaren-Mercedes | 1:58.509 |
| Vrije training 3 | 5    | 31  | Esteban Ocon     | Alpine-Renault   | 1:58.913 |

## Kwalificatie
Max Verstappen behaalde de negende pole position in zijn carrière.
| Pos.                   | Nr. | Coureur            | Constructeur          | Kwalificatietijden | Kwalificatietijden | Kwalificatietijden | Grid   |
| Pos.                   | Nr. | Coureur            | Constructeur          | Q1                 | Q2                 | Q3                 | Grid   |
| ---------------------- | --- | ------------------ | --------------------- | ------------------ | ------------------ | ------------------ | ------ |
| 1                      | 33  | Max Verstappen     | Red Bull-Honda        | 1:58.717           | 1:56.559           | 1:59.765           | 1      |
| 2                      | 63  | George Russell     | Williams-Mercedes     | 1:59.864           | 1:56.950           | 2:00.086           | 2      |
| 3                      | 44  | Lewis Hamilton     | Mercedes              | 1:59.218           | 1:56.229           | 2:00.099           | 3      |
| 4                      | 3   | Daniel Ricciardo   | McLaren-Mercedes      | 2:01.583           | 1:57.127           | 2:00.864           | 4      |
| 5                      | 5   | Sebastian Vettel   | Aston Martin-Mercedes | 2:00.175           | 1:56.814           | 2:00.935           | 5      |
| 6                      | 10  | Pierre Gasly       | AlphaTauri-Honda      | 2:00.387           | 1:56.440           | 2:01.164           | 6      |
| 7                      | 11  | Sergio Pérez       | Red Bull-Honda        | 1:59.334           | 1:56.886           | 2:02.112           | 7      |
| 8                      | 77  | Valtteri Bottas    | Mercedes              | 1:59.870           | 1:56.295           | 2:02.502           | 13 *1  |
| 9                      | 31  | Esteban Ocon       | Alpine-Renault        | 2:01.824           | 1:57.354           | 2:03.513           | 8      |
| 10                     | 4   | Lando Norris       | McLaren-Mercedes      | 1:58.301           | 1:56.025           | Geen tijd          | 15 *2  |
| 11                     | 16  | Charles Leclerc    | Ferrari               | 2:00.728           | 1:57.721           |                    | 9      |
| 12                     | 6   | Nicholas Latifi    | Williams-Mercedes     | 2:00.966           | 1:58.056           |                    | 10     |
| 13                     | 55  | Carlos Sainz jr.   | Ferrari               | 2:01.184           | 1:58.137           |                    | 11     |
| 14                     | 14  | Fernando Alonso    | Alpine-Renault        | 2:01.653           | 1:58.205           |                    | 12     |
| 15                     | 18  | Lance Stroll       | Aston Martin-Mercedes | 2:01.597           | 1:58.231           |                    | 19 *1  |
| 16                     | 99  | Antonio Giovinazzi | Alfa Romeo-Ferrari    | 2:02.306           |                    |                    | 14     |
| 17                     | 22  | Yuki Tsunoda       | AlphaTauri-Honda      | 2:02.413           |                    |                    | 16     |
| 18                     | 47  | Mick Schumacher    | Haas-Ferrari          | 2:03.973           |                    |                    | 17     |
| 19                     | 7   | Kimi Räikkönen     | Alfa Romeo-Ferrari    | 2:04.452           |                    |                    | Pit *3 |
| 20                     | 9   | Nikita Mazepin     | Haas-Ferrari          | 2:04.939           |                    |                    | 18     |
| Q1 107% tijd: 2:06.582 |     |                    |                       |                    |                    |                    |        |

*1 Valtteri Bottas en Lance Stroll kregen beiden een gridstraf van vijf plaatsen voor het veroorzaken van een ongeluk tijdens de Grand Prix van Hongarije.

*2 Lando Norris kreeg een gridstraf van vijf plaatsen voor het verwisselen van de versnellingsbak door een ongeluk tijdens Q3.

*3 Kimi  Räikkönen moest vanuit de pit starten omdat zijn achtervleugel werd vervangen tijdens Parc Fermé.

## Wedstrijd
Max Verstappen behaalde de zestiende Grand Prix-overwinning in zijn carrière in een wedstrijd die geen wedstrijd was door de extreme weersomstandigheden waarin vier rondes achter de safety car werden afgelegd. Het was de zesde keer in de geschiedenis van de Formule 1 dat er halve punten werden toegekend. De andere races waar dit gebeurde zijn de Grands Prix van Spanje 1975, Oostenrijk 1975, Monaco 1984, Australië 1991 en Maleisië 2009.
| Pos.               | Nr. | Coureur            | Constructeur          | Rondes | Tijd / Oorzaak uitval | Grid | Punten |
| ------------------ | --- | ------------------ | --------------------- | ------ | --------------------- | ---- | ------ |
| 1                  | 33  | Max Verstappen     | Red Bull-Honda        | 1      | 3:27.071              | 1    | 12½    |
| 2                  | 63  | George Russell     | Williams-Mercedes     | 1      | +1.995                | 2    | 9      |
| 3                  | 44  | Lewis Hamilton     | Mercedes              | 1      | +2.601                | 3    | 7½     |
| 4                  | 3   | Daniel Ricciardo   | McLaren-Mercedes      | 1      | +4.496                | 4    | 6      |
| 5                  | 5   | Sebastian Vettel   | Aston Martin-Mercedes | 1      | +7.479                | 5    | 5      |
| 6                  | 10  | Pierre Gasly       | AlphaTauri-Honda      | 1      | +10.177               | 6    | 4      |
| 7                  | 31  | Esteban Ocon       | Alpine-Renault        | 1      | +11.579               | 7    | 3      |
| 8                  | 16  | Charles Leclerc    | Ferrari               | 1      | +12.608               | 8    | 2      |
| 9                  | 6   | Nicholas Latifi    | Williams-Mercedes     | 1      | +15.485               | 9    | 1      |
| 10                 | 55  | Carlos Sainz jr.   | Ferrari               | 1      | +16.166               | 10   | ½      |
| 11                 | 14  | Fernando Alonso    | Alpine-Renault        | 1      | +20.590               | 11   |        |
| 12                 | 77  | Valtteri Bottas    | Mercedes              | 1      | +22.414               | 12   |        |
| 13                 | 99  | Antonio Giovinazzi | Alfa Romeo-Ferrari    | 1      | +24.163               | 13   |        |
| 14                 | 4   | Lando Norris       | McLaren-Mercedes      | 1      | +27.110               | 14   |        |
| 15                 | 22  | Yuki Tsunoda       | AlphaTauri-Honda      | 1      | +28.329               | 15   |        |
| 16                 | 47  | Mick Schumacher    | Haas-Ferrari          | 1      | +29.507               | 16   |        |
| 17                 | 9   | Nikita Mazepin     | Haas-Ferrari          | 1      | +31.993               | 17   |        |
| 18                 | 7   | Kimi Räikkönen     | Alfa Romeo-Ferrari    | 1      | +36.054               | 19   |        |
| 19                 | 11  | Sergio Pérez       | Red Bull-Honda        | 1      | +38.205               | 20   |        |
| 20                 | 18  | Lance Stroll       | Aston Martin-Mercedes | 1      | +44.108 *             | 18   |        |
| Bron: formula1.com |     |                    |                       |        |                       |      |        |

* Lance Stroll eindigde als achttiende, maar kreeg na de race een tijdstraf van tien seconden voor een achtervleugelverandering tijdens de rode vlagperiode.

## Tussenstanden wereldkampioenschap
Betreft tussenstanden voor het wereldkampioenschap na afloop van de race.

### Coureurs
| Pos. | Nr. | Coureur          | Constructeur     | Punten |
| ---- | --- | ---------------- | ---------------- | ------ |
| 1    | 44  | Lewis Hamilton   | Mercedes         | 202½   |
| 2    | 33  | Max Verstappen   | Red Bull-Honda   | 199½   |
| 3    | 4   | Lando Norris     | McLaren-Mercedes | 113    |
| 4    | 77  | Valtteri Bottas  | Mercedes         | 108    |
| 5    | 11  | Sergio Pérez     | Red Bull-Honda   | 104    |
| 6    | 55  | Carlos Sainz jr. | Ferrari          | 83½    |
| 7    | 16  | Charles Leclerc  | Ferrari          | 82     |
| 8    | 3   | Daniel Ricciardo | McLaren-Mercedes | 56     |
| 9    | 10  | Pierre Gasly     | AlphaTauri-Honda | 54     |
| 10   | 31  | Esteban Ocon     | Alpine-Renault   | 42     |

### Constructeurs
| Pos. | Constructeur          | Punten |
| ---- | --------------------- | ------ |
| 1    | Mercedes              | 310½   |
| 2    | Red Bull-Honda        | 303½   |
| 3    | McLaren-Mercedes      | 169    |
| 4    | Ferrari               | 165½   |
| 5    | Alpine-Renault        | 80     |
| 6    | AlphaTauri-Honda      | 72     |
| 7    | Aston Martin-Mercedes | 53     |
| 8    | Williams-Mercedes     | 20     |
| 9    | Alfa Romeo-Ferrari    | 3      |
| 10   | Haas-Ferrari          | 0      |